# Evaldo Pauli
Evaldo Pauli (Biguaçu, 24 de fevereiro de 1925 — Florianópolis, 17 de agosto de 2014) foi um filósofo e escritor brasileiro. Foi também padre católico, de 1950 a 1967.
Filho de Silvestre Henrique Pauli e Clara Reitz Pauli, Evaldo Pauli era sobrinho do renomado botânico e ecologista Raulino Reitz e primo de José Artulino Besen. Bacharel e licenciado em filosofia. Bacharel em teologia. Doutor em filosofia. Especialização em educação e metodologia. Professor universitário por trinta anos (1955 - 1985).
Foi membro das seguintes instituições: Academia Catarinense de Letras, Academia Catarinense de Filosofia, da qual é fundador, Instituto Histórico e Geográfico de Santa Catarina, Academia Brasileira de Filosofia, FAT (Filosofia Asocio Tutmonda, associação de filósofos esperantistas, da qual é presidente e fundador), Academia de Ciências de San Marino, membro da UEA (Universala Esperanto-asocio) com sede em Rotterdam.

## Publicações
- Estética Geral, 1963
- Tratado do Belo, 1963
- Que é pensar? Fenomenologia do Conhecimento, 1964
- Primeiras luzes do Pensamento, 1965
- Cruz e Souza – Poeta e Pensador , 1973
- A Fundação de Florianópólis,1973, 2ª Ed. 1987
- Desafio aos Olhos Azuis Romance, 1978
- Manual de Metodologia Científica, 1979
- Esperanto Básico – Baza Esperanto, 1985
- Hercílio Luz, Governador Inconfundível, 1976
- Rekta Pensado, 1983
- Pri Dubo kaj Certeco, 1985 – com publicação também em francês
- Enkonduko en la kategoriojn de Aristotelo, traduzido do grego ao esperanto e com comentário (1984).
- Mil jaroj de la Kristana Filozofio (1985)
- Filosofia do dia a dia (1995).

É autor de vários outros trabalhos, alguns inéditos, disponíveis na internet, integradas à Enciclopédia Simpozio, que é uma enciclopédia universal on-line e bilíngüe, com artigos e tratados escritos em português e na língua internacional Esperanto, sendo provedora e patrocinadora a Universidade Federal de Santa Catarina.